# Provincia de Jujuy

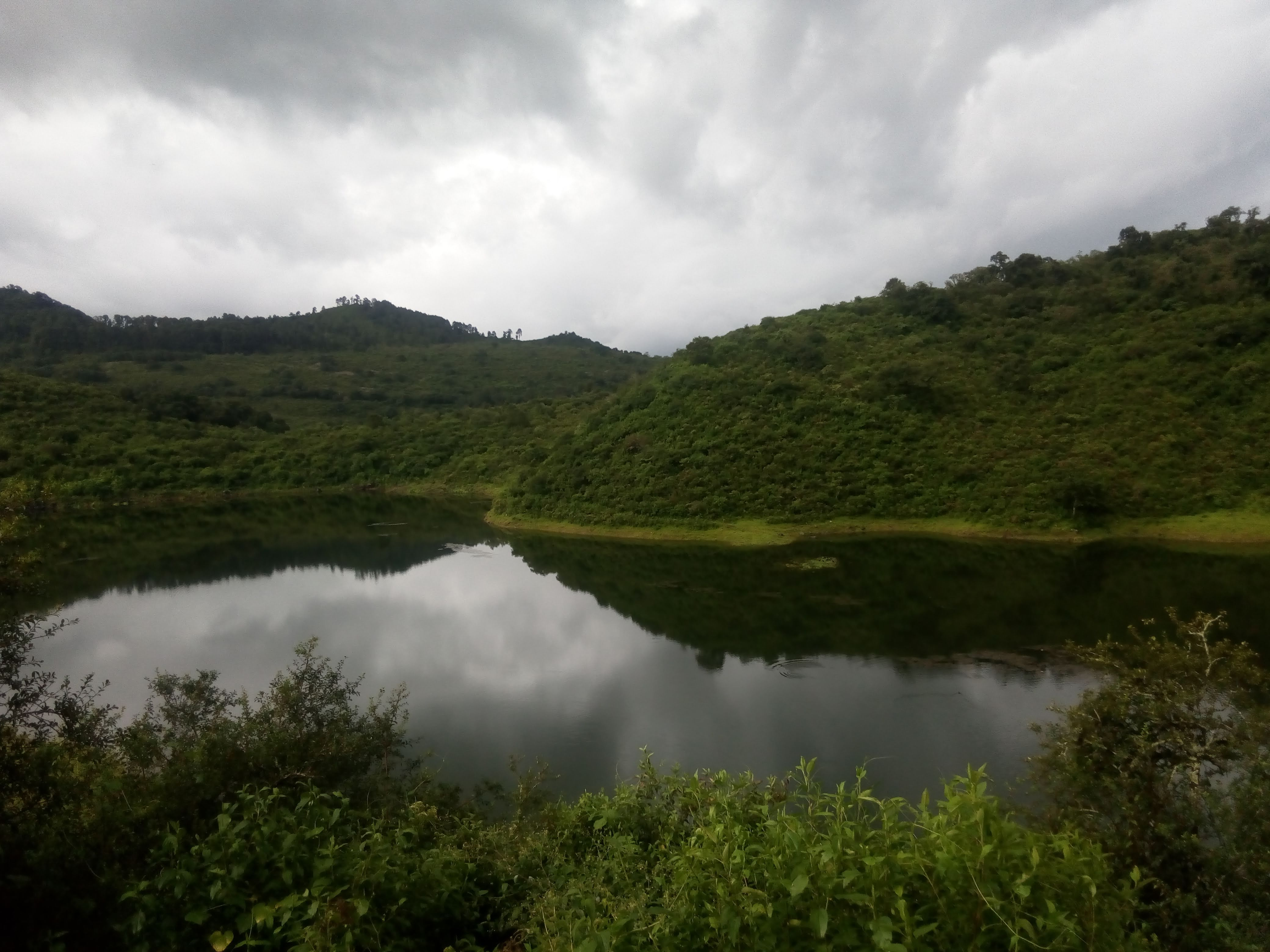
Vista de la Laguna de Yala.

Jujuy, en el texto de la Constitución provincial: Provincia de Jujuy, es una de las veintitrés provincias de la República Argentina que limita con Chile al oeste y con Bolivia al norte. Es una de las dieciséis Provincias Unidas del Río de la Plata  primigenias, que suscribieron la Declaración de la Independencia en Tucumán, el 9 de julio de 1816. Es también, uno de los estados autogobernados o jurisdicciones de primer orden que conforman el país, y uno de los veinticuatro distritos electorales legislativos nacionales. Cuenta con una población de 811 611 habitantes (2022) y una superficie de 53 291 km². Se ubica al noroeste del país, limitando al oeste con la República de Chile hasta el trifinio cerro Zapaleri, donde comienza su frontera con el Estado Plurinacional de Bolivia (hacia el norte), y al este y sur con la provincia de Salta. Su capital y ciudad más poblada es San Salvador de Jujuy, siendo el aglomerado urbano Gran San Salvador de Jujuy el más poblado de la provincia, el 15° del país y el 4° del Noroeste argentino. Mientras, San Pedro de Jujuy, es su segundo centro de población más importante.Su economía representa el 1,1 % del PBI nacional y su territorio representa el 1,68 % de la superficie nacional, además de ser la cuarta jurisdicción de primer orden menos extensa, por delante de Misiones, Tucumán y la ciudad de Buenos Aires.

## Toponimia
Posible origen de la palabra «Jujuy»: en la obra Marta Riquelme, Guillermo Enrique Hudson (también conocido como William Henry Hudson, 1841-1922) dice: «El kakuy es un ave que frecuenta los bosques (…) Kakuy era el antiguo nombre de ese territorio, que los primeros exploradores deletrearon por error 'Jujuy', nombre corrupto que por fin le había quedado».

## Historia

### Época virreinal española: Fundación de la ciudad de Jujuy

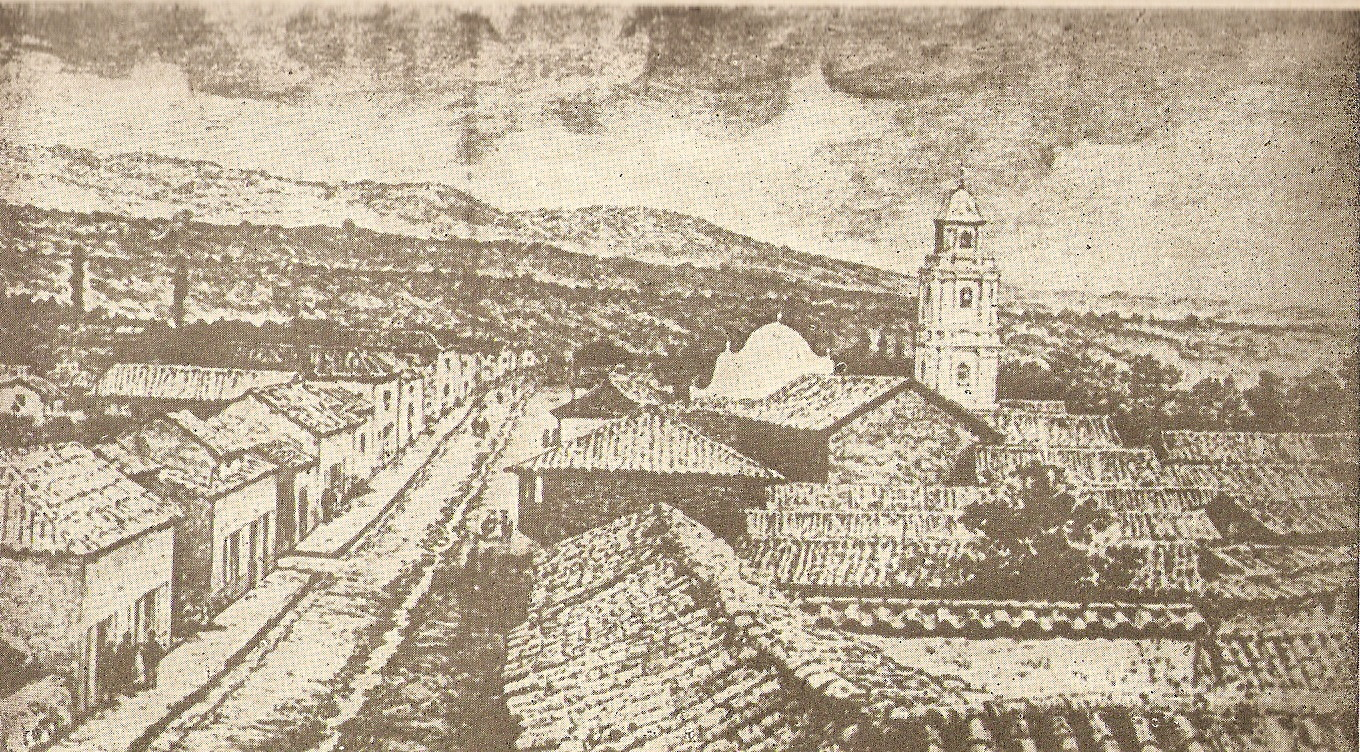
Vista de Jujuy a fines del. Resalta nítidamente la torre del campanario de la capilla de Santa Bárbara

En el siglo XV, el actual territorio de Jujuy estaba poblado por diversos pueblos indígenas. Predominaban
los ocloyas, quechuas, aimaras y los jujuyes, de quienes deriva el nombre de la provincia, aunque los atacameños -en especial la parcialidad lipe- eran predominantes en la región puneña. Los omaguacas eran una síntesis étnica de calchaquíes y atacameños con un fuerte componente genético arawak. La tenaz resistencia de estas poblaciones dificultó primero el avance de los incas y luego el avance español, hacia 1470 el territorio fue invadido por los quechuas procedentes del sur de Perú aliados con los aimaras procedentes del norte del territorio que hoy pertenece a Bolivia. En 1536 Diego de Almagro recorrió la Puna jujeña. El 20 de agosto de 1561 el gobernador Juan Pérez de Zurita ordenó la construcción de la ciudad de Nieva, primera fundación dentro de la futura jurisdicción de Jujuy, estaba situada entre los ríos Grande y Xibi-Xibi, pero a mediados de 1563 fue destruida por los indígenas y una nueva autoridad destituyo a Zurita.  

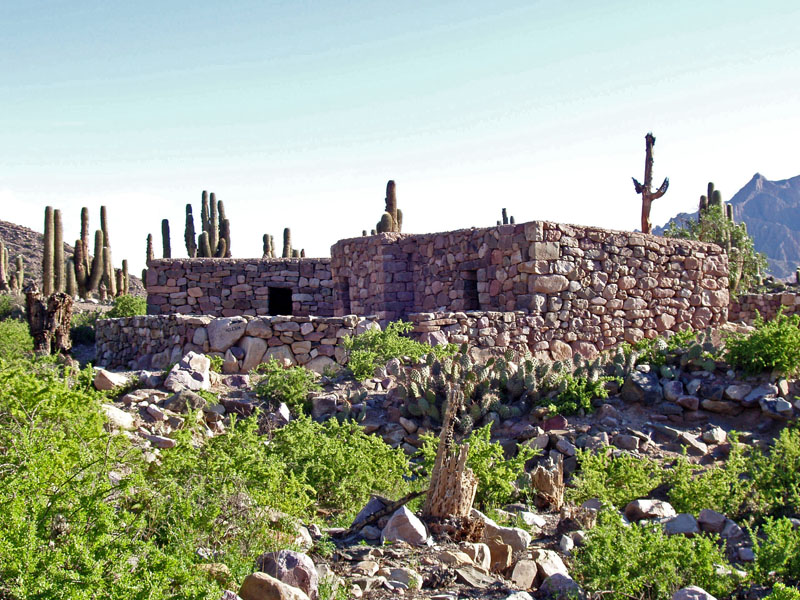
Pucará de Tilcara es una fortaleza construida por los tilcaras, parcialidad de los omaguacas, ubicada en la Quebrada de Humahuaca, en la cima de los cerros para poder defenderse de eventuales ataques. Con 900 años de antigüedad, es una de las más importantes ruinas en la región, y abarca barrios de viviendas, corrales, una necrópolis y lugares ceremoniales.

En 1563, el rey Felipe II de España expidió una Real Cédula determinando los límites jurisdiccionales de la Real Audiencia de Charcas dentro del virreinato del Perú, incluyendo dentro de ellos a la Gobernación del Tucumán. De este modo se la separó de Chile, separación que se completó en 1564 con el nombramiento de un gobernador para la «Provincia del Tucumán, Diaguitas y Juríes», con residencia en Santiago del Estero. El actual territorio jujeño quedó incluido en la nueva gobernación.
El magistrado español Pedro Ortiz de Zárate fundó San Francisco de la Nueva Provincia de Álava el 13 de octubre de 1575 en la zona llamada Punta Diamante por la cercana unión de los ríos que franquean la ciudad (el Grande de Jujuy y el Xibi Xibi), pero a principio de 1576 fue destruida nuevamente. 
La resistencia de los omahuaca u omaguacas estuvo comprendida con la de los diaguitas, de modo que en la llamada guerra calchaquí participaron los pueblos aborígenes de Jujuy, destacándose en ellos los jefes Kipildor (Quipildor) y Viltipoco. Fue precisamente en esta provincia donde los españoles cerraron el cerco a los «calchaquíes» al ser fundado el 19 de abril de 1593 en el lugar donde está emplazada actualmente la plaza Belgrano. Así, un lunes de Pascua de Resurrección y bajo la invocación del Salvador, Francisco de Argañarás y Murguía dejó establecida la fundación de la ciudad de San Salvador de Velasco en el valle de Jujuy, donde quedó definitivamente asentada.

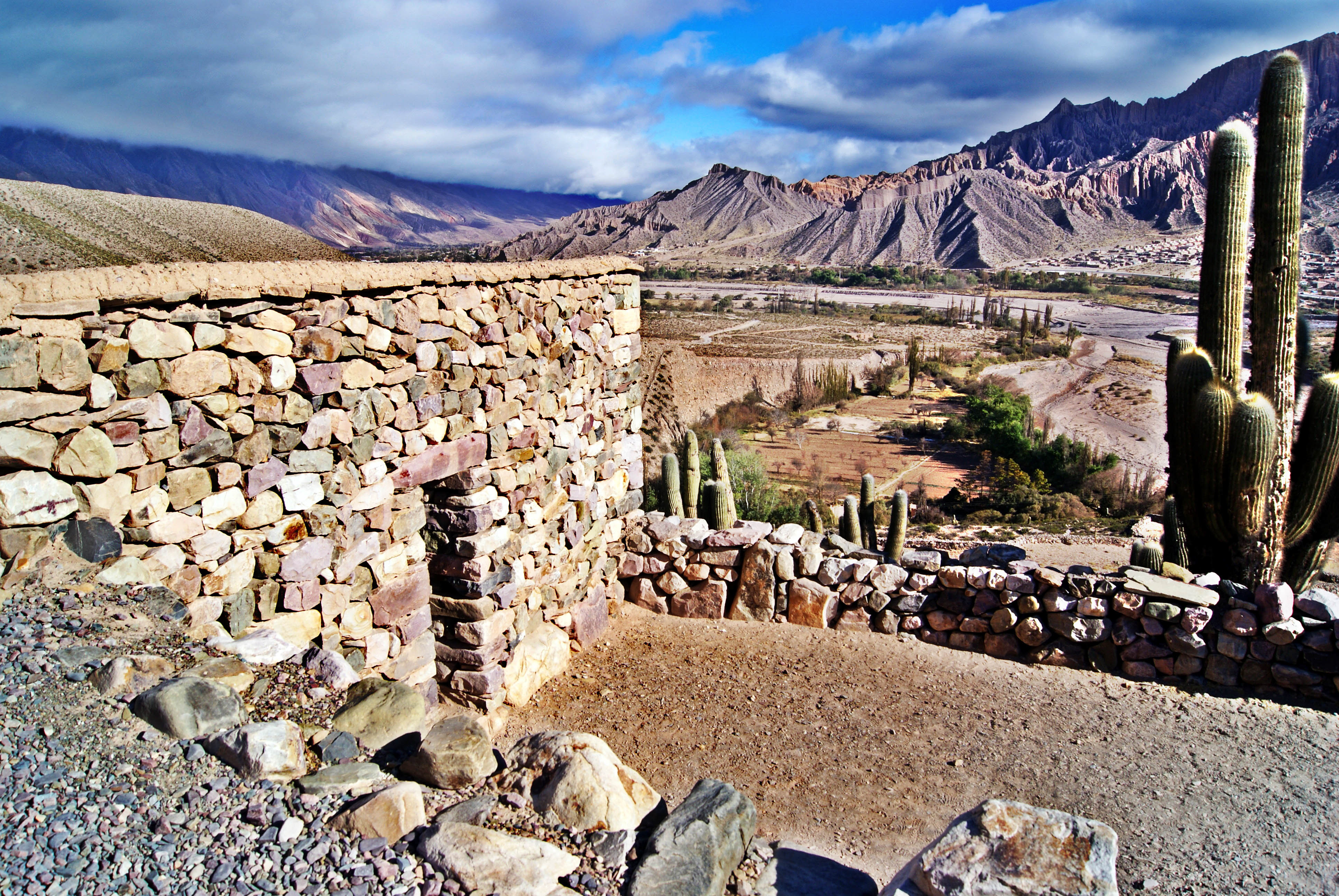
Otra perspectiva de las ruinas del Pucará de Tilcara

A lo largo del siglo XVII la población asentada en la ciudad, pueblos, estancias, haciendas y chacras fue creciendo lentamente. Según el primer censo (1779) había 14.694 personas en el área de influencia del Cabildo de Jujuy . De ellas el 14 % vivía en la ciudad donde españoles y mestizos criollos eran la mayoría (un 49%) seguidos por naturales (un 32%) y luego mulatos y negros (un 28%) , mientras que fuera de la ciudad predominaban los naturales indígenas. Los esclavos afroamericanos provenían del puerto de Buenos Aires, capital del Virreinato del Río de la Plata  y se los destinaba a tareas domésticas o artesanales , propiedad de españoles y en las estancias de los jesuitas . Cabe mencionar que la esta composición varió durante la Guerra de la Independencia y la Guerra Gaucha , como consecuencia de éxodos, sitios  y más de 260 combates librados en tierra salto jujeña, según cuenta el historiador Cnel Emilio Bidondo. Estima que un 35% de la población masculina murió o fue tomada prisionera en combate entre 1810 y la Batalla de León (1821) siendo principalmente mestizos (los heroicos gauchos jujeños), españoles , naturales y mulatos (que integraron los regimientos de Pardos y Morenos) 
La región formó parte del virreinato del Perú hasta 1776, momento en que la Corona española creó el virreinato del Río de la Plata, en lo que fuera la antigua Gobernación del Tucumán , con metrópoli en la ciudad de Salta. Por  Real Cédula del 5 de agosto de 1783, se divide la gobernación, y se crea la Intendencia de Salta del Tucumán que comprendía la actual provincia de Jujuy , junto con Catamarca, Santiago del Estero, Salta, Tucumán , lo que hoy es Tarija y la Puna de Atacama.

### Desde la creación de la provincia

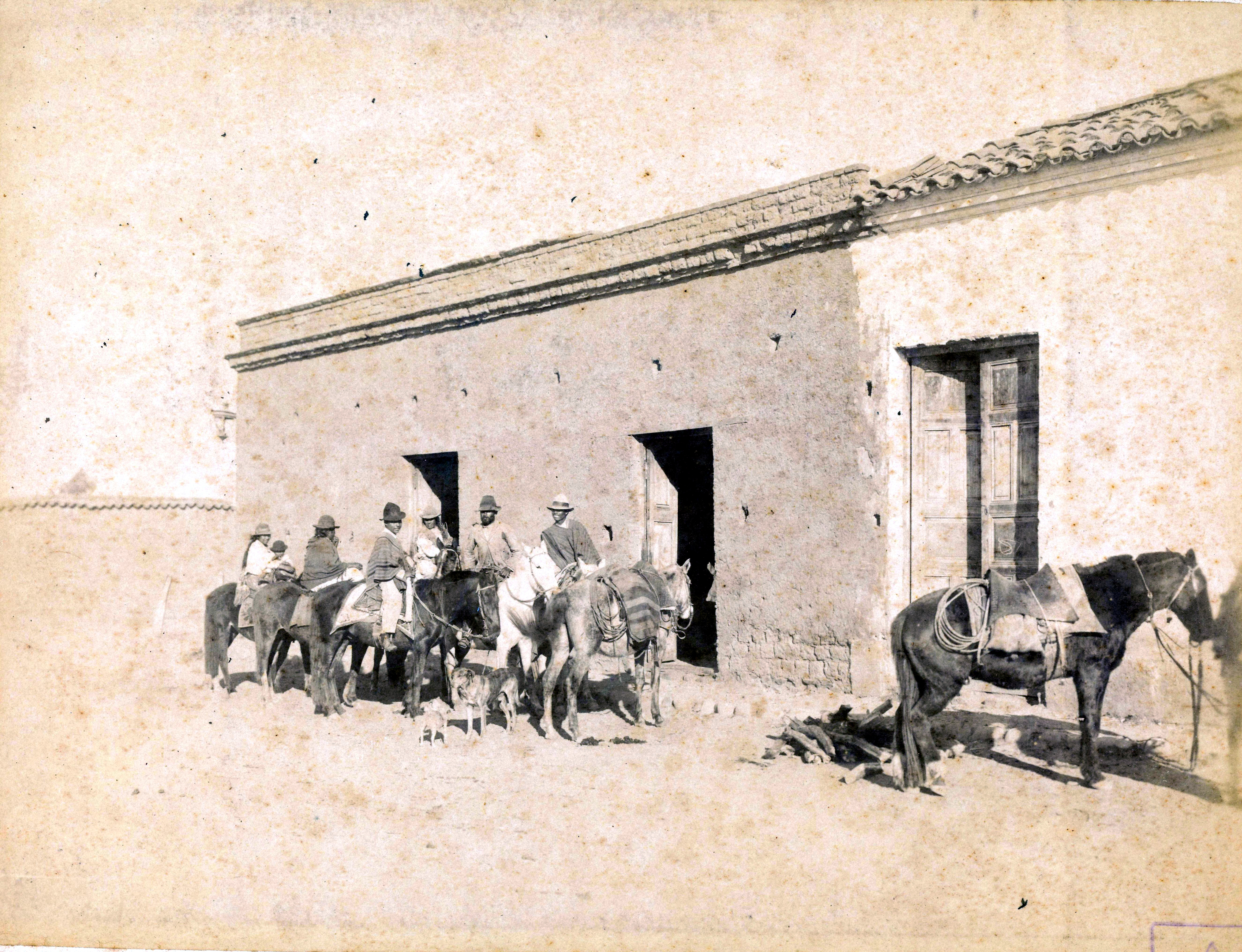
Jinetes en la puna en el.

El 18 de noviembre de 1834, Jujuy y su zona de influencia proclamaron la autonomía provincial y se separaron de la provincia de Salta, con mucho retraso en relación con las demás provincias argentinas del siglo XIX. El teniente gobernador, coronel José María Fascio, llamó a cabildo abierto y consultó a la multitud:

¿Juráis libre y espontáneamente a Dios Nuestro Señor, por la señal de la Cruz, de sostener y defender con vuestra fortuna y vuestra vida la independencia política de esta ciudad, su territorio y campaña y su separación de la capital de Salta?

Ante la respuesta de ¡Sí, juramos!, quedó proclamada la autonomía provincial y Fascio fue nombrado gobernador provisorio. Fascio era un militar español, que había combatido en el bando realista. El 2 de diciembre de 1834, la Legislatura de Salta reconoció la autonomía de Jujuy. Fascio invadió Salta y el 13 de diciembre logró triunfar en la Batalla de Castañares, por lo cual aseguró la autonomía. El 27 de diciembre fue nombrado gobernador propietario y renunció el 25 de febrero de 1835.
El 29 de noviembre de 1835 fue sancionada la segunda constitución provincial, y fue gobernador el coronel Fermín de la Quintana.
En 1836, la mayor parte de la provincia rechazo una invasión de las tropas de la Confederación Perú-Boliviana.
El 17 de diciembre de 1836 se produjo el reconocimiento oficial de la autonomía jujeña por parte de la Confederación Argentina.
En 1839 fue promulgado el Estatuto Provincial para el Régimen y Administración de la Provincia de Jujuy, nueva constitución provincial.
El 28 de enero de 1851 fue sancionado el Estatuto Provisorio para la dirección y administración de la Provincia de Jujuy, en reemplazo del estatuto de 1839.
El 9 de julio de 1855 se sancionó una Constitución de acuerdo con la Constitución Nacional de 1853. Fue reformada el 8 de enero de 1856, el 10 de marzo de 1866 y el 12 de septiembre de 1893.
En 1876, una rebelión indígena en demanda de tierras de lo que fueran las encomiendas del marquesado de Yavi (departamentos de Rinconada, Cochinoca y Yavi) fue  reprimida por el gobierno provincial en la batalla de Quera. La Corte Suprema de Justicia de la Nación dispuso luego que éstas fueran consideradas tierras fiscales, dado que las institución de la encomienda había desaparecido de hecho y de derecho, y no implicaba propiedad de los herederos del último marqués de Yavi.
En 1900, rectificaciones de los límites internacionales hicieron que las pequeñas poblaciones de Esmoraca y Estarca quedaran dentro de territorio boliviano.
Por el tratado del 10 de mayo de 1889 con Bolivia, la Argentina renunció a su reclamo sobre Tarija y parte del Chaco Boreal, y Bolivia, en compensación, le cedió la Puna de Atacama, que se encontraba en poder de Chile luego de la guerra del Pacífico (1879-1880). Esta acción boliviana le otorgaba a la Argentina un territorio que formó parte del Virreinato del Río de la Plata, pero que de hecho estaba en manos de Chile, buscando forzar una guerra entre Chile y Argentina. Como Chile se negó a entregar los territorios cedidos por Bolivia, se decidió someter la cuestión al arbitraje del diplomático estadounidense William Insco Buchanan, que en 1899 otorgó a la Argentina el 75% del territorio en disputa y el resto a Chile. Por la Ley N.º 3906 del 9 de enero de 1900, se organizó el Territorio Nacional de los Andes. Por decreto del 12 de mayo de 1900, el Poder Ejecutivo Nacional dividió el Territorio de los Andes en tres departamentos administrativos; el más septentrional era el de "Susques o del Norte", que limitaba al este con la provincia de Jujuy y al norte con Bolivia, cuya cabecera sería el poblado de Susques.
El 28 de febrero de 1935 fue sancionada una nueva constitución provincial, reformada el 23 de abril de 1949 y anulada la reforma luego de la Revolución Libertadora en 1956.
En 1943, fue disuelta la Gobernación de los Andes y Jujuy recibió el departamento Susques, junto con territorios anteriormente cedidos por Bolivia a causa de la rectificación limítrofe:

Art. 1.º- El territorio nacional de Los Andes se dividirá en tres fracciones que comprenderán: 1.ª) Departamento de Susques o del Norte que pasará a jurisdicción de la Provincia de Jujuy (…) Art. 2.º- La zona situada al norte de Los Andes, sobre el paralelo 23° que culmina en el cerro Branqui, que fuera cedida a la Nación en virtud del protocolo Carrillo y que Jujuy siempre alegó derechos de posesión, pasará a integrar el territorio de dicha provincia, (…).

El 13 de octubre de 1943 la provincia de Jujuy tomó posesión del departamento de Susques, y al día siguiente lo hizo del área al norte del paralelo 23° sur en donde se halla la localidad de Rosario de Susques.
El 22 de octubre de 1986 fue sancionada la constitución actualmente vigente.

### Jujuy sede de la Copa América Argentina 2011
En 2009 la Asociación del Fútbol Argentino designó a San Salvador de Jujuy como subsede de la Copa América 2011. En el estadio 23 de Agosto se jugaron dos compromisos: Costa Rica vs. Colombia y la selección de fútbol de Bolivia enfrentó a la selección de Costa Rica. En el partido inaugural de la selección de Colombia jugaron, entre otros, Radamel Falcao García, Luis Amaranto Perea y Mario Alberto Yepes. La selección de Colombia venció un gol por cero al seleccionado costarricense.

## Geografía
Geográficamente, la provincia Provincia de Jujuy se divide en cuatro grandes regiones:
- La Puna o altiplano.
- La Quebrada de Humahuaca.
- Los Valles orientales
- Las Yungas

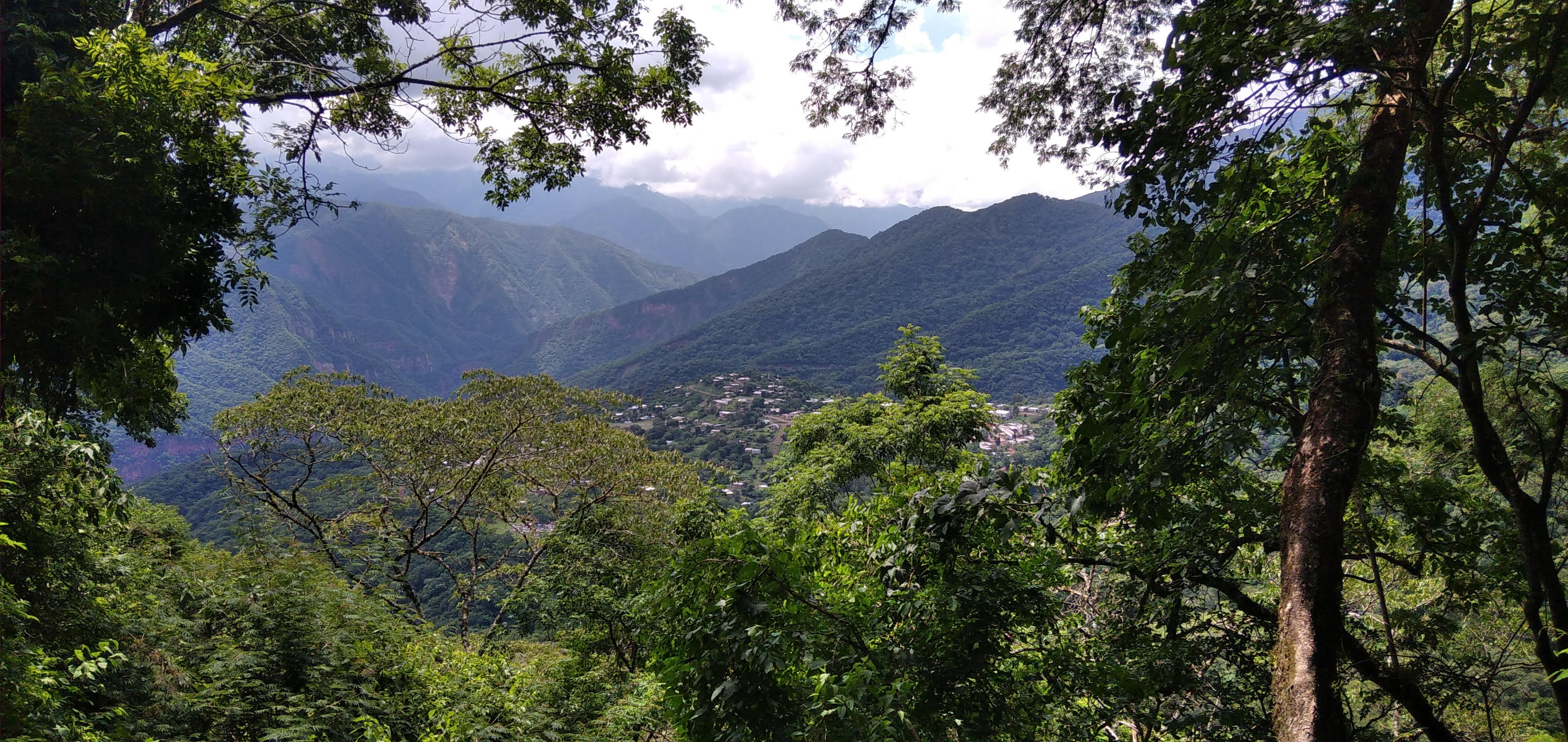
Vista de San Francisco en la región de las Yungas.

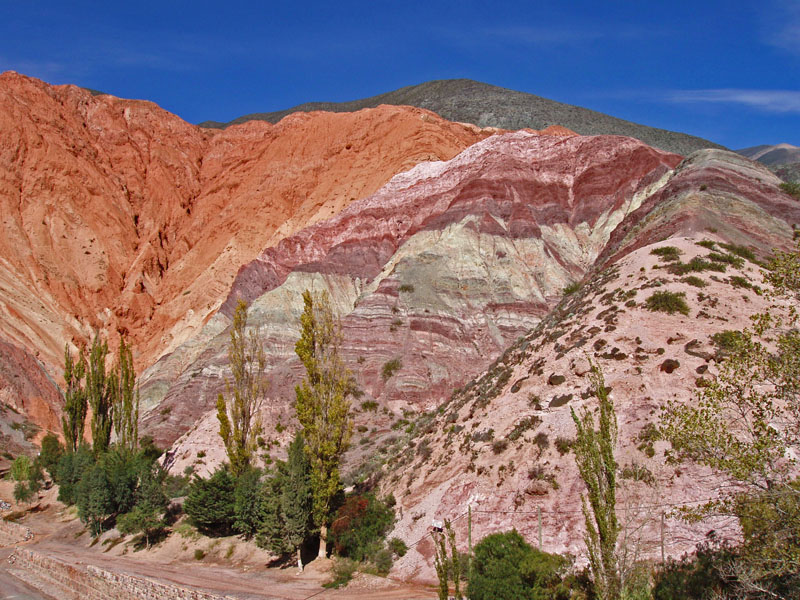
El cerro de los Siete Colores en Purmamarca.

De oeste a este tiende a bajar desde altitudes que van desde los 6000 a los 500 m s. n. m., las mayores altitudes se ubican en la Cordillera de los Andes especialmente en el sector noroeste de la provincia en donde se destaca el cerro Vilama ({5578 m s. n. m.), el cerro Zapaleri (5653) y sobre todo la ramificación lateral andina de las Serranías de Zapaleri que tiene su cima a los {5959 m s. n. m. en el Nevado de San Pedro, estas cumbres señalan el límite entre la Puna de Jujuy y la Puna de Lípez, la Puna de Jujuy al sur de los citados accidentes orográficos y al sur del cerro Branqui señalan asimismo la estructura del tipo graben, algunos de los valles son amplios y han dado lugar a cubetas o cuencas endorreicas en cuyo fondo se ubican salares como el de Cauchari-Olaroz, las muy alcalinas y salobres lagunas de Vilama, la de Guayatayoc, la de Pozuelos, la laguna de Rontuyoc y las Salinas Grandes del NOA.
Al este de la sierra del Aguilar y la Serranía de Chañí (el Nevado de Chañí alcanza los 6200 m s. n. m.) horsts más occidentales que señalan el límite del Altiplano el terreno cae en el prolongado y elevado graben de la Quebrada de Humahuaca abriéndose hacia el sur en la zona de quebrada y valle donde se encuentran las ciudades de San salvador de Jujuy, Palpalá, Perico y San Pedro de Jujuy, en este graben los valles son fértiles y por su vaguada o fondo discurre el Río Grande que baja desde la Quebrada de Humahuaca y el Río Chico de Jujuy o Xibi Xibi que baja desde la Serranía precordillerana del Chañi, ambos citados ríos confluyen en la ciudad de San Salvador de Jujuy y toman un único gran cauce con rumbo hacia el noreste llamado río San Francisco (afluente del río Bermejo y, con este los anteriores, integrante de la Cuenca del Plata). El graben por donde baja el Río San Francisco está delimitado de oeste a este por tres serranías menores: la sierra de Santa Bárbara, la sierra del Centinela y la sierra del Maíz Gordo, de las dos últimas surgen cursos fluviales que afluyen al río Dorado directamente en el Chaco Austral.
Esto es: de oeste a este se escalonan sucesivamente la cordillera de los Andes, el Altiplano, las Quebradas y Valles, la zona más oriental de las cordilleras es de nimbosilva formando parte del extenso corredor biomático de las Yungas, el valle del río San Francisco es un importante ecotono entre las Yungas y la región del Chaco, ese ecotono del valle del río San Francisco es conocido El Ramal por sus prístinas y densas forestas.
Si en los Andes el clima es el frío de altura, y en el valle de Jujuy el clima es mesotérmico con días fríos y nevadas en invierno, en las zonas bajas de El Ramal predomina durante todo el año un clima cálido tropical bastante húmedo.

### Sismicidad
La sismicidad del área de Jujuy es frecuente y de intensidad baja, y un silencio sísmico de terremotos medios a graves cada 40 años.
- Sismo de 1863: aunque dicha actividad geológica catastrófica ocurre desde épocas prehistóricas, el terremoto del 4 de enero de 1863 (162 años),[20] señaló un hito importante dentro de la historia de eventos sísmicos jujeños, con 6,4 Richter.[19] Destruyó algunos edificios, entre ellos al cabildo.[21]
- Sismo de 1948: el 25 de agosto de 1948 (76 años) con 7,0 Richter, el cual destruyó edificaciones y abrió numerosas grietas en inmensas zonas[20][19]
- Sismo de 2011: el 6 de octubre de 2011 (13 años) con 6,2 Richter, produjo rotura de vidrios y mampostería.[19]

### Clima
En la zona de las Sierras Subandinas el clima es cálido y húmedo; presentando un clima tropical. Por el contrario, en la amplia región de la altiplanicie es extremadamente frío y con escasas precipitaciones en la mayor parte del año, caracterizándose por sus llanuras y mesetas de altura y las enormes variaciones de temperatura registradas entre las máximas de verano y mínimas de invierno, de hasta -20 °C. Por consiguiente, Jujuy es una de las provincias con mayor diversidad climática de Argentina, ya que posee diversos ecosistemas (yungas, quebrada, Altiplano y valles).

## Organización política

### Gobierno

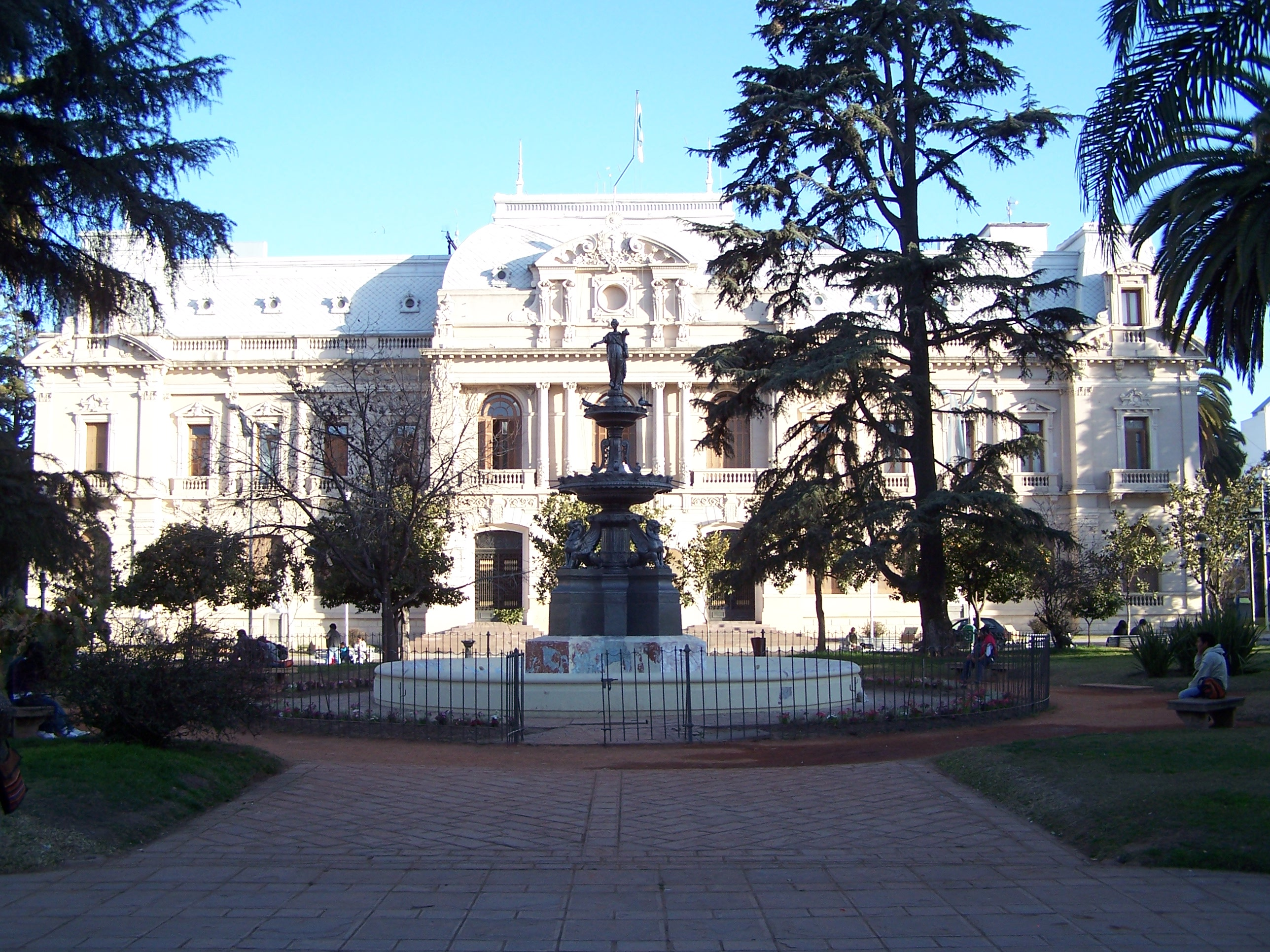
Casa de Gobierno de Jujuy.

El gobernador de Jujuy tiene 4 años de gobierno dictados por la Constitución y puede ser reelegido una vez. El actual gobernador de la provincia es Carlos Sadir.

## Demografía

### Evolución demográfica histórica
Evolución de la población hasta 1869:
- 1778: 13 619 hab.[23]
- 1820: 30 000 hab.[24]
- 1847: 20 000 hab.[25]
- 1853: 40 000 hab.[25]

| POBLACIÓN HISTÓRICA DE LA PROVINCIA DE JUJUY | POBLACIÓN HISTÓRICA DE LA PROVINCIA DE JUJUY | POBLACIÓN HISTÓRICA DE LA PROVINCIA DE JUJUY | POBLACIÓN HISTÓRICA DE LA PROVINCIA DE JUJUY | POBLACIÓN HISTÓRICA DE LA PROVINCIA DE JUJUY |
| Año                                          | Habitantes                                   | Crecimiento Intercensal                      | Censo de población                           |                                              |
| -------------------------------------------- | -------------------------------------------- | -------------------------------------------- | -------------------------------------------- | -------------------------------------------- |
| 1869                                         | 40 379                                       | Sin cambios                                  | Censo argentino de 1869                      |                                              |
| 1895                                         | 49 713                                       | + 23,1 %                                     | Censo argentino de 1895                      |                                              |
| 1914                                         | 77 511                                       | + 55,9 %                                     | Censo argentino de 1914                      |                                              |
| 1947                                         | 166 700                                      | + 115 %                                      | Censo argentino de 1947                      |                                              |
| 1960                                         | 241 462                                      | + 44,8 %                                     | Censo argentino de 1960                      |                                              |
| 1970                                         | 302 436                                      | + 25,2 %                                     | Censo argentino de 1970                      |                                              |
| 1980                                         | 410 008                                      | + 35,5 %                                     | Censo argentino de 1980                      |                                              |
| 1991                                         | 512 329                                      | + 24,9 %                                     | Censo argentino de 1991                      |                                              |
| 2001                                         | 611 888                                      | + 19,4 %                                     | Censo argentino de 2001                      |                                              |
| 2010                                         | 673 307                                      | + 10,0 %                                     | Censo argentino de 2010                      |                                              |
| 2022                                         | 811 611                                      | + 20,5 %                                     | Censo argentino de 2022                      |                                              |

| Evolución histórica de la población de la provincia de Jujuy (según los censos argentinos) |
| ------------------------------------------------------------------------------------------ |
|                                                                                            |

Distribución de la población según los censos 1991, 2001 y 2010:
- Censo 1991: 512 329 habitantes (Indec, 1991) (población urbana: 418 153 habitantes (Indec, 1991), (población rural: 94 176 habitantes (Indec, 1991)).
- Censo 2001: 611 484 habitantes (Indec, 2001) (población urbana: 521 561 habitantes (Indec, 2001), (población rural: 89 923 habitantes (Indec, 2001)).
- Censo 2010: 672 260 habitantes (población urbana: 588 570 habitantes (Indec, 2010), (población rural: 84 737 habitantes (Indec, 2010)).[26]
- Censo 2022 811.611 habitantes, crecimiento poblacional del 20,5% densidad de 15,2 habitantes.[27]

| Mapa | Departamento        | Localidad cabecera            | Superficie | Población Censo 2022 |
|      | Cochinoca           | Abra Pampa                    | 7837 km²   | 15 054 hab.          |
|      | Dr. Manuel Belgrano | San Salvador de Jujuy         | 1917 km²   | 320 990 hab.         |
|      | El Carmen           | El Carmen                     | 912 km²    | 122 366 hab.         |
|      | Humahuaca           | Humahuaca                     | 3792 km²   | 20 914 hab.          |
|      | Ledesma             | Libertador General San Martín | 3249 km²   | 94 252 hab.          |
|      | Palpalá             | Palpalá                       | 467 km²    | 65 541 hab.          |
|      | Rinconada           | Rinconada                     | 6407 km²   | 1892 hab.            |
|      | San Antonio         | San Antonio                   | 690 km²    | 6729 hab.            |
|      | San Pedro           | San Pedro de Jujuy            | 2150 km²   | 88 241 hab.          |
|      | Santa Bárbara       | Santa Clara                   | 4448 km²   | 20 499 hab.          |
|      | Santa Catalina      | Santa Catalina                | 2960 km²   | 2646 hab.            |
|      | Susques             | Susques                       | 9199 km²   | 4098 hab.            |
|      | Tilcara             | Tilcara                       | 1845 km²   | 14 721 hab.          |
|      | Tumbaya             | Tumbaya                       | 3442 km²   | 5381 hab.            |
|      | Valle Grande        | Valle Grande                  | 962 km²    | 2509 hab.            |
|      | Yavi                | La Quiaca                     | 2942 km²   | 25 868 hab.          |

### Grupos étnicos
Según el censo de 2022 en la provincia de Jujuy hay 81 538 indígenas siendo 10.07% (principalmente quechuas y kollas), y 5,583 negros siendo 0.69%. Se estima que más del 70% de la población es mestiza, siendo el grupo mayoritario, y poco menos del 20% es blanca (la mayoría de origen español).

### Inmigración
| 1º | Nacidos en la Provincia de Jujuy         | 659 681 | 81,51% |
| 2º | Nacidos en otras Provincias de Argentina | 119 366 | 14,75% |
| 3º | Nacidos en otros Países del Extranjero   | 30 317  | 3,74%  |
| Población total | Población total                          | 809 364 | 100%   |
| Fuente: Instituto Nacional de Estadística y Censos de Argentina INDEC Nota: Si bien la población de la provincia es de 811 611 habitantes sin embargo solo se tomó en cuenta a la población presente en viviendas particulares de 809 364. |                                          |         |        |

| 1º | Manuel Belgrano | 319 469 | 264 212 | 82,70% | 45 003  | 14,09% | 10 254 | 3,21%  |
| 2º | El Carmen       | 122 259 | 91 153  | 74,56% | 24 013  | 19,64% | 7 093  | 5,80%  |
| 3º | Ledesma         | 94 132  | 76 766  | 81,55% | 13 563  | 14,41% | 3 803  | 4,04%  |
| 4º | San Pedro       | 88 237  | 74 342  | 84,25% | 11 512  | 13,05% | 2 383  | 2,70%  |
| 5º | Palpalá         | 65 522  | 54 812  | 83,65% | 9 212   | 14,06% | 1 498  | 2,29%  |
| 6º | Yaví            | 25 831  | 19 041  | 73,72% | 4 392   | 17,00% | 2 398  | 9,28%  |
| 7º | Humahuaca       | 20 877  | 16 995  | 81,40% | 3 260   | 15,62% | 622    | 2,98%  |
| 8º | Santa Bárbara   | 20 497  | 17 081  | 83,33% | 2 728   | 13,31% | 688    | 3,36%  |
| 9º | Cochinoca       | 14 998  | 13 619  | 90,80% | 1 123   | 7,49%  | 256    | 1,71%  |
| 10º | Tilcara         | 14 621  | 12 450  | 85,15% | 1 645   | 11,25% | 526    | 3,60%  |
| 11º | San Antonio     | 6 729   | 5 395   | 80,17% | 1 137   | 16,90% | 197    | 2,93%  |
| 12º | Tumbaya         | 5 298   | 4 559   | 86,05% | 620     | 11,70% | 119    | 2,25%  |
| 13º | Susques         | 3 966   | 3 573   | 90,09% | 349     | 8,80%  | 44     | 1,11%  |
| 14º | Santa Catalina  | 2 641   | 1 873   | 70,92% | 449     | 17,00% | 319    | 12,08% |
| 15º | Valle Grande    | 2 490   | 2 171   | 87,19% | 242     | 9,72%  | 77     | 3,09%  |
| 16º | Rinconada       | 1 797   | 1 639   | 91,21% | 118     | 6,57%  | 40     | 2,22%  |
| Total | Jujuy           | 809 364 | 659 681 | 81,51% | 119 366 | 14,75% | 30 317 | 3,74%  |
| Fuente: Instituto Nacional de Estadística y Censos de Argentina INDEC Nota: Si bien la población de la provincia es de 811 611 habitantes sin embargo solo se tomó en cuenta a la población presente en viviendas particulares de 809 364. |                 |         |         |        |         |        |        |        |

## Disputa de límites con Salta
Las cuatro zonas para las cuales existían diferencias limítrofes entre las provincias de Salta y de Jujuy fueron laudadas por el Instituto Geográfico Militar el 12 de agosto de 1948 para la Zona I, del 28 de abril de 1949 para la Zona II, del 7 de octubre de 1952 para la Zona III y el 12 de mayo de 1953 para la Zona IV.
Como consecuencia de una inundación ocurrida en 1957, que cambió el curso del Río Las Piedras, terrenos jujeños de Yuto quedaron ubicados sobre la margen izquierda del nuevo curso en las zonas denominadas «La Isla» y «El Bolsón». Debido a disputas de jurisdicción judicial, el 11 de marzo de 1983, los gobernadores de Salta y Jujuy firmaron una declaración conjunta por la cual acordaron mantener el status quo, por lo que el límite interprovincial continuó siendo el cauce histórico del río de Las Piedras, anterior a la inundación de 1957, tal como lo que establece la Real Cédula de la Corona española del año 1797 que aprobó la Fundación de Orán de 1725.
La zona limítrofe en disputa se encuentra cercana a la localidad de Urundel, Departamento de Orán en Salta y a El Talar, Departamento de Santa Bárbara en Jujuy.
A fines de 2005, fuerzas policiales de ambas provincias estaban apostadas en el área.

## Lagunas

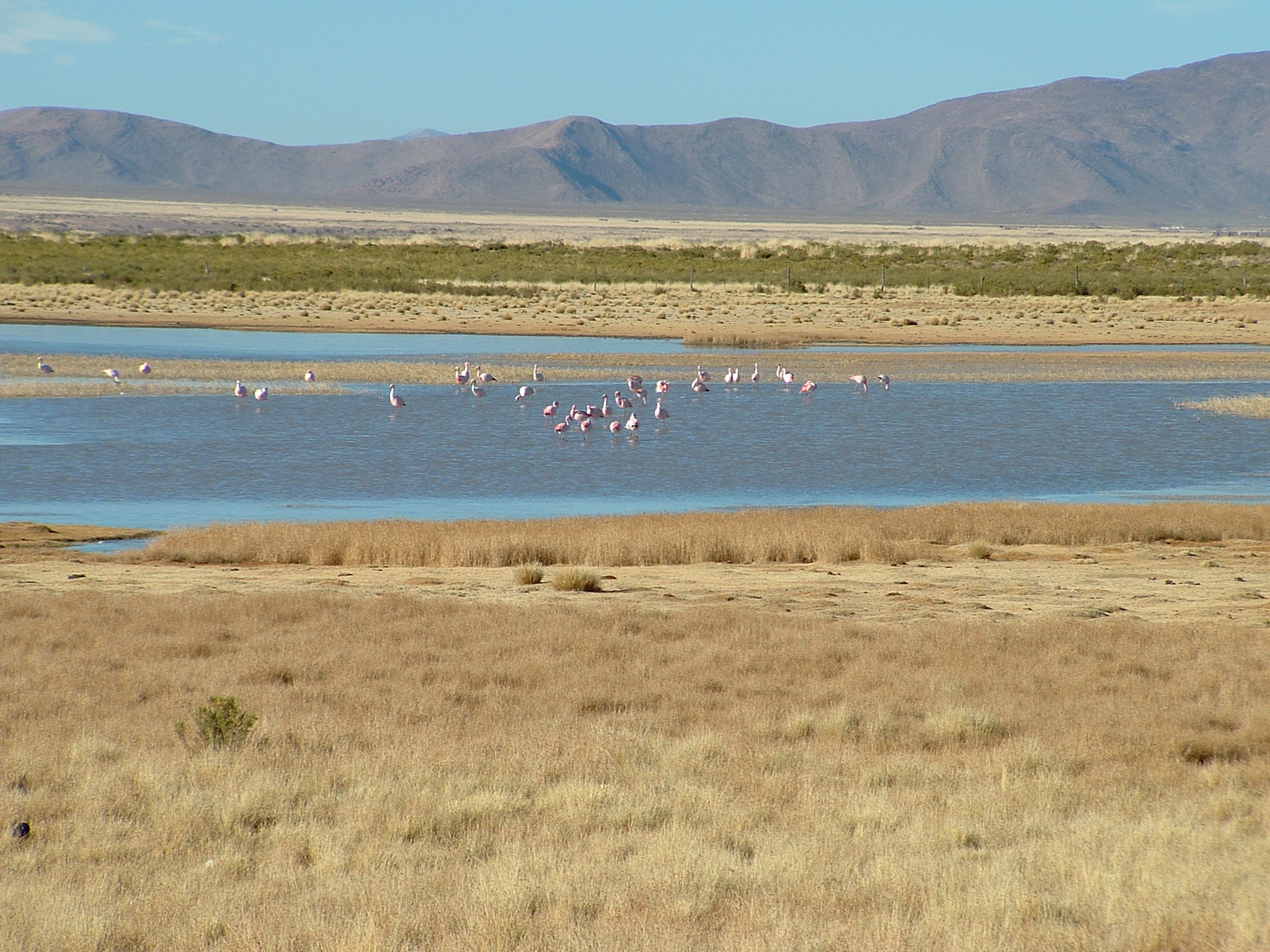
Laguna Runtuyoc

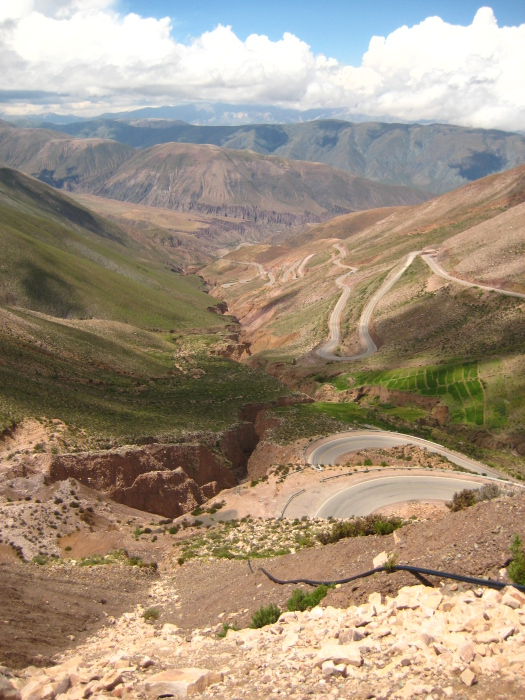
La Cuesta de Lipán, un tramo zigzagueante de la Ruta Nacional 52

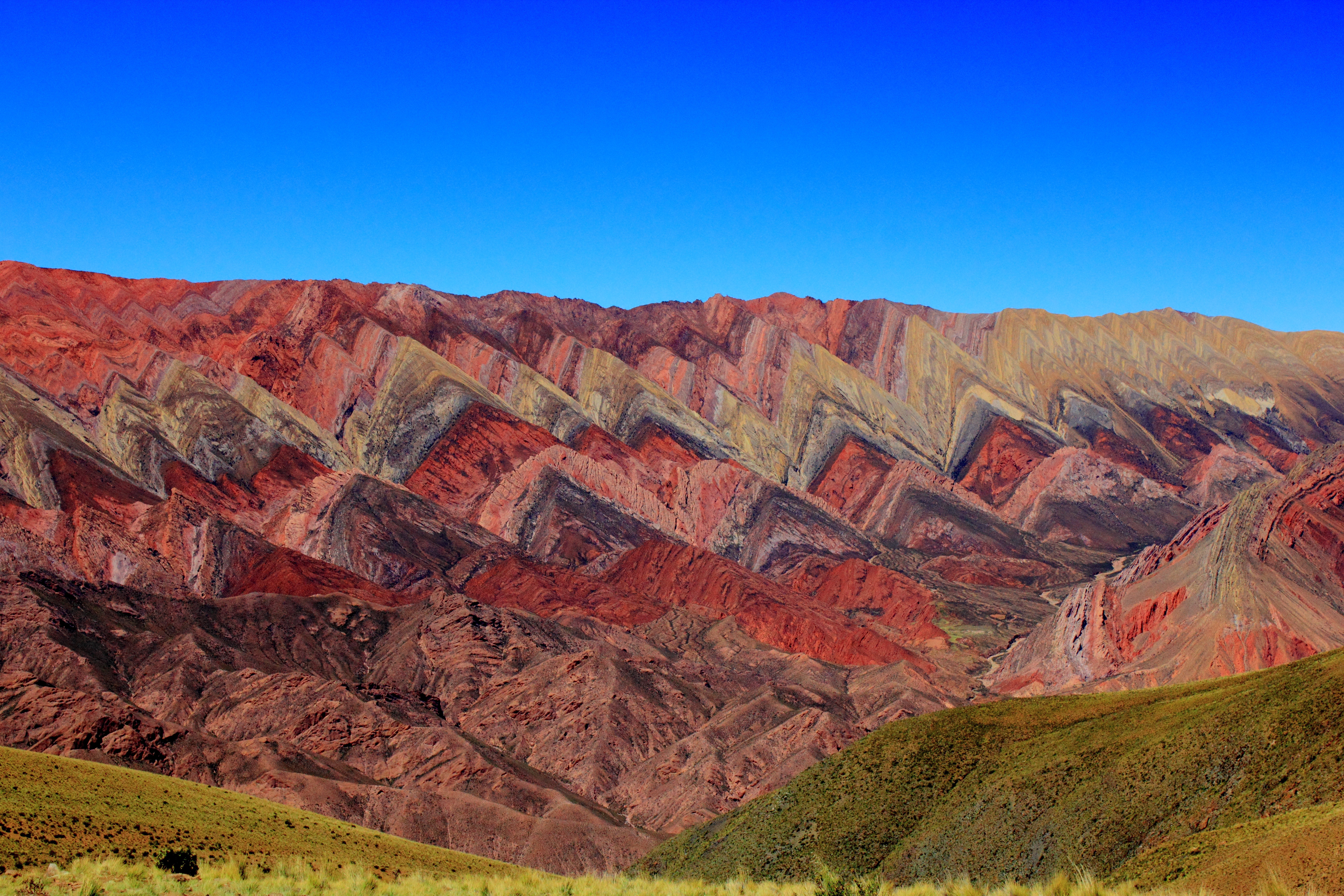
Serranía de Hornocal

En el departamento Santa Bárbara, a caballo entre la zona de yungas y la región del chaco se encuentran las lagunas de la Brea, San Miguel, Agua Caliente y Totorillá, rodeadas de una vegetación exuberante.
A 16 kilómetros de la localidad de Caimancito, en el Departamento Ledesma, se encuentran las termas de Aguas Calientes, también conocidas como las termas de Caimancito, con una temperatura de alrededor de 53 grados.
En el Departamento Dr. Manuel Belgrano, en la zona de los valles, se encuentran las montañas que delimitan la zona con una porción de las yungas, las Lagunas de Yala, ubicadas a más de 2000 m s. n. m.; son en total 6 lagunas llamadas de Alizar, Noques, del Comedero, Desaguadero, Larga y Rodeo. Esta última es una reserva provincial y cuenta con una vieja hostería, hoy casa de guardabosques. La adecuada temperatura y claridad de las aguas hace que algunas de estas lagunas hayan sido cerradas al público y se dediquen a la cría del Pejerrey y la Trucha.
En esta región se encuentran también aguas termales, sobre las que se ha erigido el complejo de Termas de Reyes.
La región de la Puna es la que contiene las lagunas más extensas y particulares, toda vez que estas se dan a altísima altitud rodeadas de desierto, algunas incluso de salinas.
La laguna de Guayatayoc se ubica en medio de las Salinas Grandes y tiene una gran variación anual, llegando su máxima extensión a 240 km². Para estas fechas la laguna se colma de distintas especies de aves, entre las que puede ubicarse las guayatas (ganso salvaje que da nombre a la laguna) y flamencos rosados.
Otra de las lagunas de la región, es la llamada Runtuyoc, ubicada al pie del cerro entre las localidades de Abra Pampa y el Puesto del Marqués, con alrededor de 6 km² tiene una colonia permanente de aves.
Dos de las lagunas de la Puna se encuentran entre los Sitios Ramsar en Argentina, estas son la Laguna de Pozuelos y la Laguna de Vilama.
Pozuelos, nombrada reserva de la biosfera por la Unesco, monumento natural y sitio Ramsar, es uno de los enclaves de aves acuáticas más importantes en la región andina del NOA, llegándose a registrar hasta 26 000 flamencos de especies autóctonas en sus inmediaciones. Su extensión promedia los 200 km².
Situadas a 4500 m s. n. m., las lagunas de Vilama, también sitio Ramsar, ubicadas en las inmediaciones de los Andes son de difícil acceso. En su ecoambiente se encuentran variadas especies de aves, vicuñas y chinchillas. La zona comprende 11 lagunas medianas, entre ellas la Laguna de Vilama (la mayor), la de Palar, Catal, Arenal, Pululos y una centena de pequeños espejos de agua.
La región de la Quebrada de Humahuaca cuenta, entre las semidesérticas y coloridas montañas que delimitan la zona, con las lagunas de Leandro, laguna blanca y la laguna de Volcán, todas ubicadas a importantes alturas, lo que hace necesaria una larga caminata para acceder a ellas. Pese al aislamiento de estas lagunas en algunas de ellas puede encontrarse la llamada trucha arco iris.

### La leyenda de la laguna de Leandro
La laguna de Leandro tiene una particular presencia en la mitología popular, pues una leyenda asegura que cuando los españoles pidieron el rescate del Inca Atahualpa los pueblos de la región organizaron una caravana llevando el oro y la plata exigidos. Mas llegando a la mencionada laguna, se enteran de que el Inca ha sido asesinado, decidiendo entonces tirar las riquezas en el fondo de la laguna.
La leyenda sostiene que un poblador de la zona llamado Leandro se enteró por un viejo de la existencia del tesoro.
Determinado a hacerse con el botín Leandro excavó un zanjón para desaguar la laguna, pero al casi cumplir su cometido un Apu-Yaya (viejo dios del cerro) advirtió de su acción, dejando Leandro la tarea.
Sin embargo, tiempo después el runa volvió a sus esfuerzos, siendo entonces llevado por el dios a la laguna.
Aunque con distintas variantes esta es la esencia de la leyenda, basada, al parecer, en los dorados colores que se observan en la laguna al atardecer.

## Economía
La estructura económica se basa en las actividades primarias. Entre los cultivos están: la caña de azúcar, banana y el tabaco, seguidos de los cítricos, mangos, 
papayas, chirimoyas y paltas como producciones "tradicionales" de la provincia. A esto debe sumarse la producción de combustibles: petróleo, gas y la ancestral actividad minera: (plomo, plata, cobre, oro, salitre, potasio, bórax).
En la cordillera oriental se destaca la producción de metales como hierro, zinc, plata y plomo (en las minas de Zapla y El Aguilar), mientras que en la Puna se destaca la producción de sales.
La actividad comercial se concentra en las cercanías de la capital provincial donde se encuentra la planta siderúrgica de Palpalá y en el sector oriental, en la zona del valle del río San Francisco se destacan las agroindustrias.
La situación de Jujuy es comercialmente estratégica: la Quebrada de Humahuaca al norte y el Paso de Jama en el oeste son dos rutas comerciales practicables en toda estación y con un intenso tráfico.
Actualmente Jujuy tiene 26 emprendimientos vitivinícolas, 12 de los cuales se encuentran en la Quebrada de Humahuaca donde destaca el Malbec de altura, los doce restantes se encuentran distribuidos en los valles (Monterrico, Perico, San Antonio y el Carmen)

## Transporte
Se puede acceder a Jujuy por vía terrestre a través de sus terminales y en particular de la terminal de ómnibus de San Salvador de Jujuy, ubicada en el cruce de la Ruta 9 con la Autopista 66. Además, es posible llegar a la provincia por vía aérea a través del Aeropuerto Dr. Horacio Guzmán, ubicado en la localidad de Perico y vinculada al centro de la ciudad mediante la Autopista 66. El aeropuerto cuenta con vuelos diarios a las ciudades de Buenos Aires, Córdoba, Mendoza y Salta. En temporada alta también existen vuelos a Mar del Plata y a la ciudad chilena de Iquique. Por su cercanía a la zona, muchos jujeños vuelan también desde el Aeropuerto Internacional de Salta de la Ciudad de Salta, capital de la provincia homónima, en la República Argentina.

## Turismo

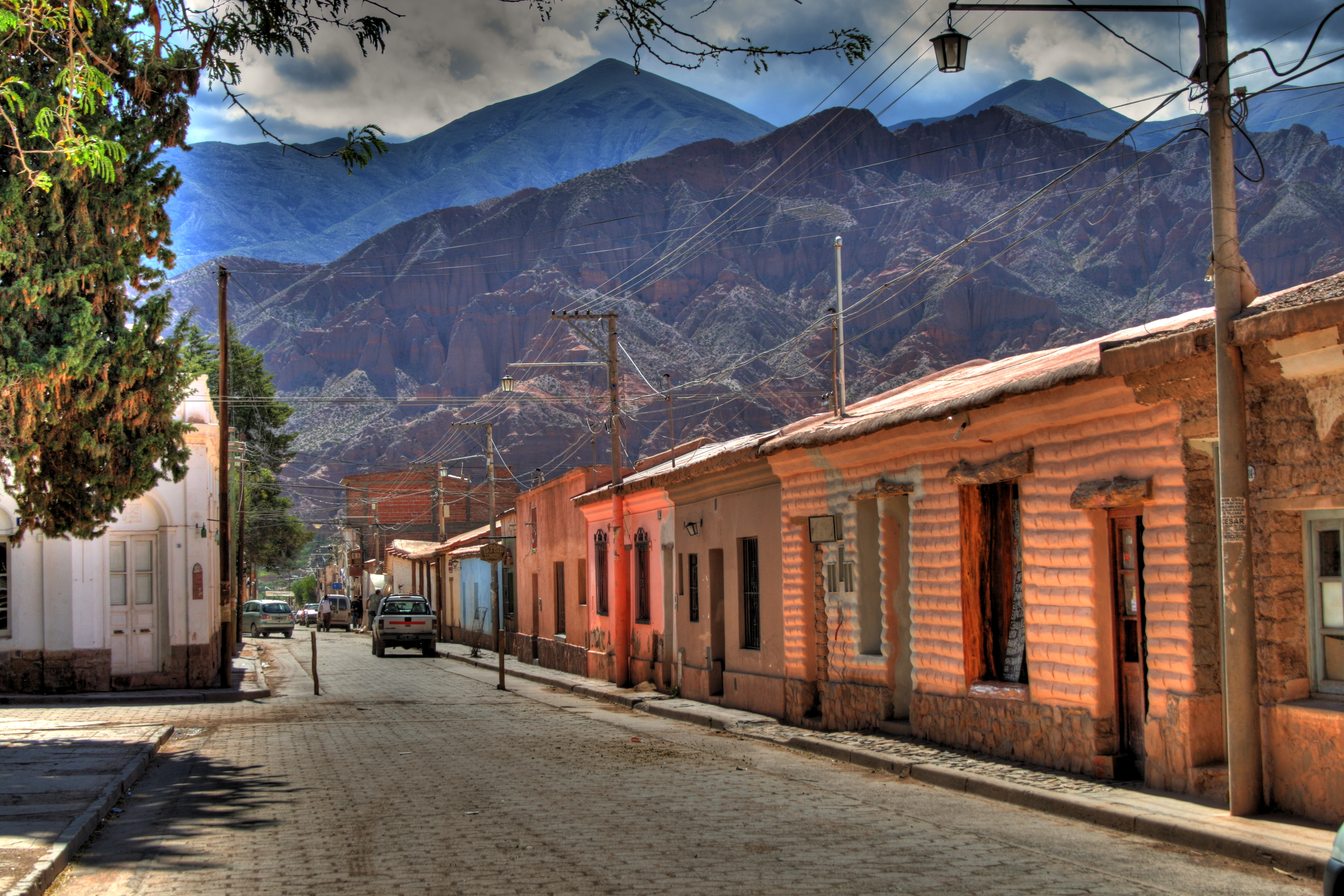
Calle de Tilcara.

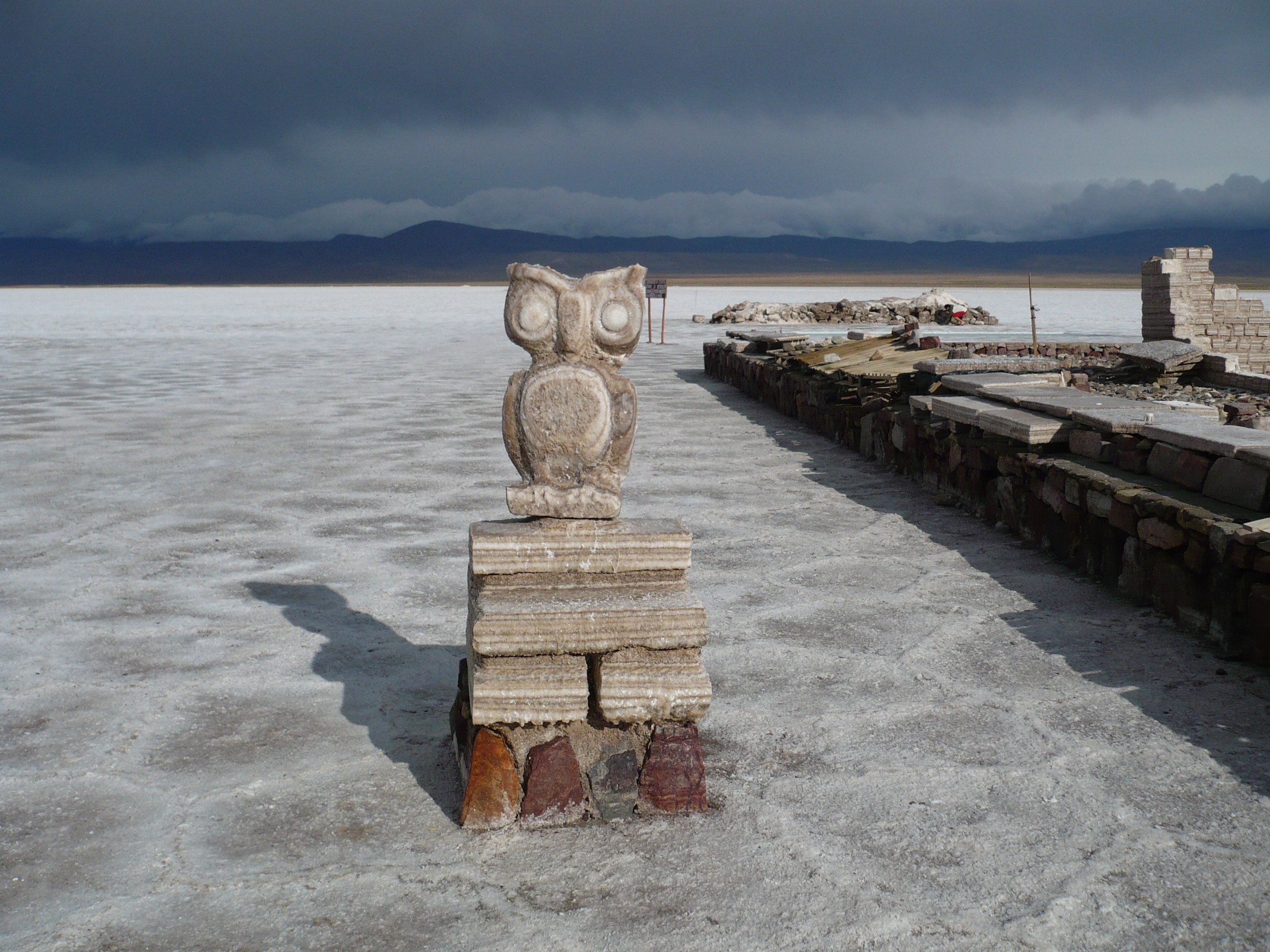
Salinas Grandes de Jujuy.

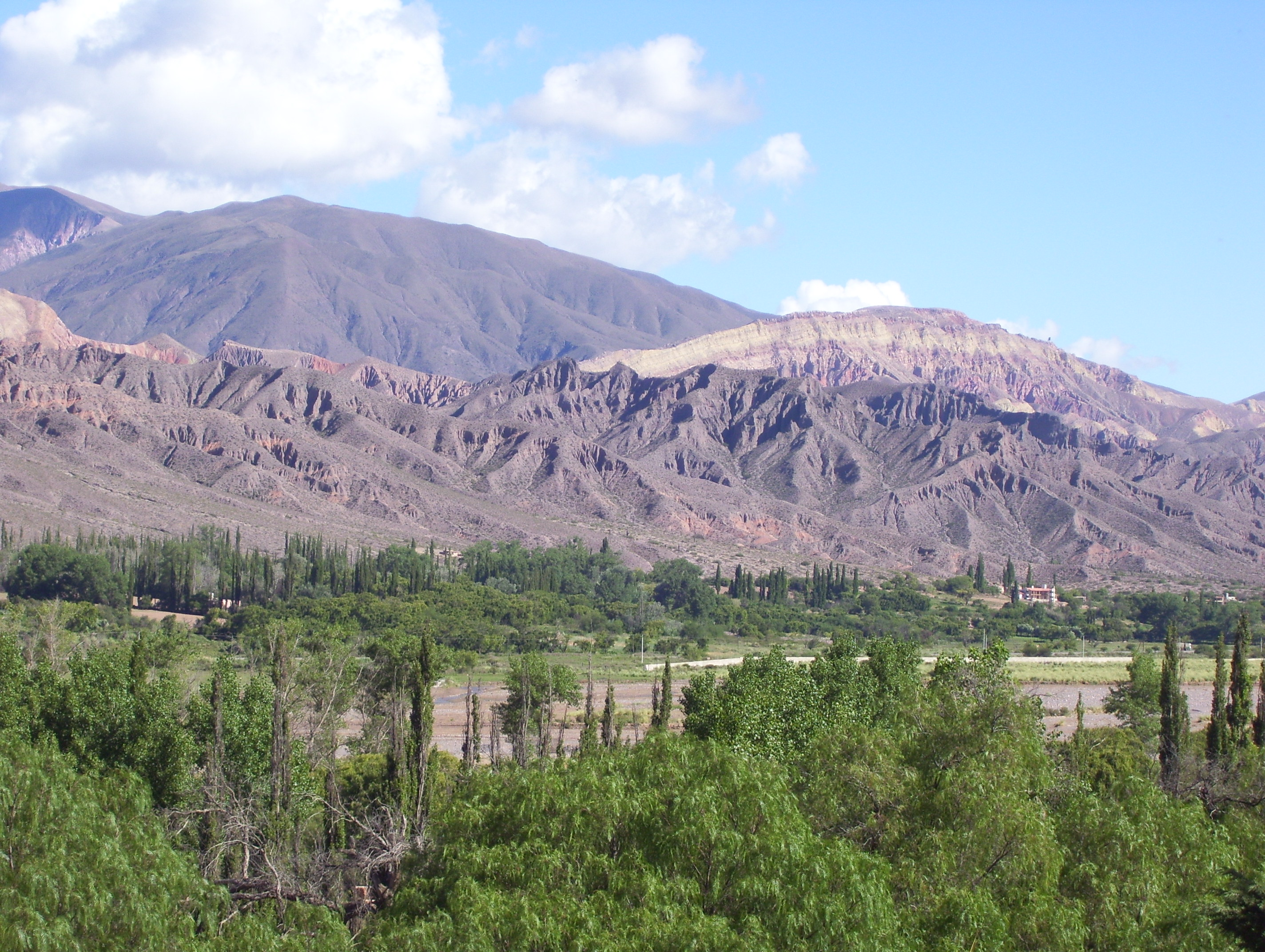
Vista de los cerros desde Tilcara.

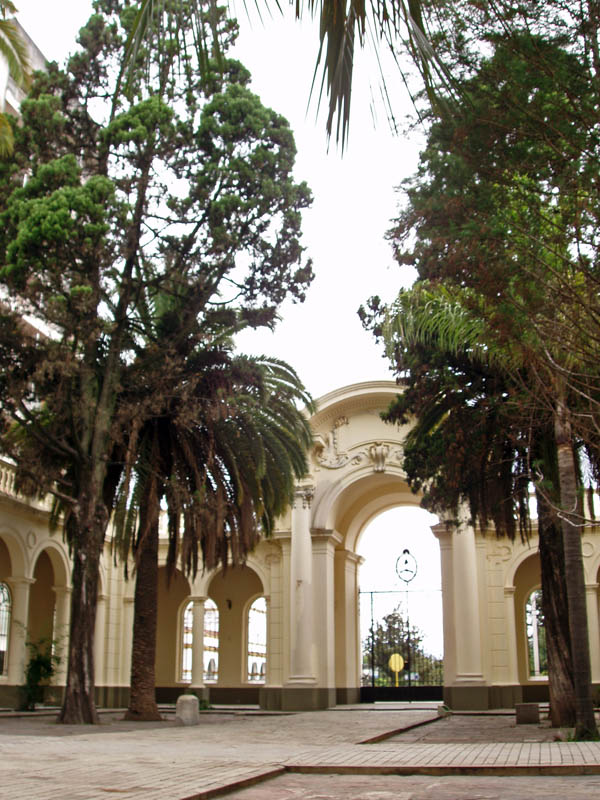
Patio interno de la catedral de Jujuy, en San Salvador de Jujuy.

Entre los atractivos turísticos de la provincia se encuentra la Quebrada de Humahuaca, declarada en el año 2003 "Patrimonio Natural y Cultural de la Humanidad" por la UNESCO. Se destaca por su belleza paisajística y su rico patrimonio cultural. Los principales atractivos turísticos de la zona son el Pucara de Tilcara, el cerro de Siete Colores en Purmamarca, el Monumento a los Héroes de la Independencia en Humahuaca y la serranía del Hornocal ubicada a 25 km de la ciudad de Humahuaca.
La zona de la puna es una región caracterizada por la aridez propia del altiplano. En ella se encuentran salinas, volcanes y géiseres. El monumento natural Laguna de los Pozuelos y la reserva provincial de la Laguna de Guayatayoc forman parte de esta región.
La zona de yunga, caracterizada por la importante biodiversidad, incluye el parque nacional Calilegua.
Principales centros turísticos:
- Lozano
- Volcán
- Purmamarca
- Maimará
- Tilcara
- Huacalera
- Uquía
- Humahuaca
- Abra Pampa
- Casabindo
- Cochinoca (3725 m s. n. m.)
- Yavi (3500 m s. n. m.)
- La Quiaca
- Santa Catalina
- Susques
- San Salvador de Jujuy
- Yala
- Termas de Reyes
- Tilquiza
- Pairique Chico (4633 msnm)
- San Francisco
- Valle Grande
- Caimancito
- Calilegua
- Géiseres de Coranzulí
- Guerrero (Jujuy)
- Cieneguillas
- Garganta del Diablo, Tilcara

## Festividades de interés nacional
- Carnaval (febrero, fecha movible)
- Semana Santa (marzo o abril, fiesta movible)
- Pachamama (1.º de agosto)
- Toreo de la Vincha (15 de agosto)
- Éxodo Jujeño (23 de agosto)
- Fiesta Nacional de los Estudiantes (2.ª semana de septiembre)

## Acuerdos de cooperación
- La Paz, Bolivia
- Galicia, España[33]